# Малинський фаховий коледж
Ма́линський фаховий ко́ледж — державний вищий навчальний заклад І рівня акредитації. Розміщений у селі Гамарня Малинського району Житомирської області, в маєтку Михайла Миклухи, брата відомого антрополога Миколи Миклухо-Маклая. Заснований 1927 року, як лісова професійна школа.

## Історія
Створений 1927 року як Білокоровицька однорічна лісова школа у селі Білокоровичі сучасного Олевського району Житомирської області. Того ж року, ще до відкриття перетворено на трирічну професійну школу. Заняття розпочались 1 жовтня 1927 року.
1929 року збудоване двоповерхове навчальне приміщення школи.
1930 року на базі школи утворили Ліспромгоспуч який провадив двоступеневе навчання: кваліфікованих робітників на базі 4 класної освіти з терміном навчання 2 роки, та молодшого технічного персоналу на базі 7-річної освіти з трьома роками навчання.
У травні 1931 року Ліспромгоспуч перетворено в Білокоровицький лісний технікум.
У жовтні-листопаді 1931 року в зв'язку з інтенсивним будівництвом оборонної «лінії Сталіна» технікум переведено до Малинського району на хутір Гамарня до маєтку Михайла Миклухи, брата відомого антрополога Миколи Миклухо-Маклая. Навчальний заклад на території Гамарні було об'єднано з лісництвом й утворено навчально-виробничий лісокомбінат. У такому вигляді (технікум + лісництво) з назвою «Малинський навчально-виробничий лісокомбінат» заклад проіснував до 1937 року.
1934 року до складу Малинського технікуму було включено Краснохутірську та Остерську лісові школи Чернігівської області.
У 1937 році лісокомбінат було реорганізовано в Малинський лісотехнічний технікум. До 1941 року в технікумі діяло три відділення: «Лісове господарство», «Лісоексплуатація», «Будівництво і експлуатація лісовозних доріг». Навчалось тоді в технікумі 230—280 учнів щороку.
З початком німецько-радянської війни діяльність технікуму припинилась. Більшість студентів і викладачів було призвано до армії.
Діяльність технікуму почала відновлюватись у лютому 1944 року. 1 жовтня 1944 року заняття відновилися. Навчання проводилось за двома спеціальностями «Лісове господарство» та «Сухопутний транспорт лісу». На цих спеціальностях в перший повоєнний навчальний рік освіту здобували 426 учнів. 1948 року в технікумі відкривається заочне відділення.

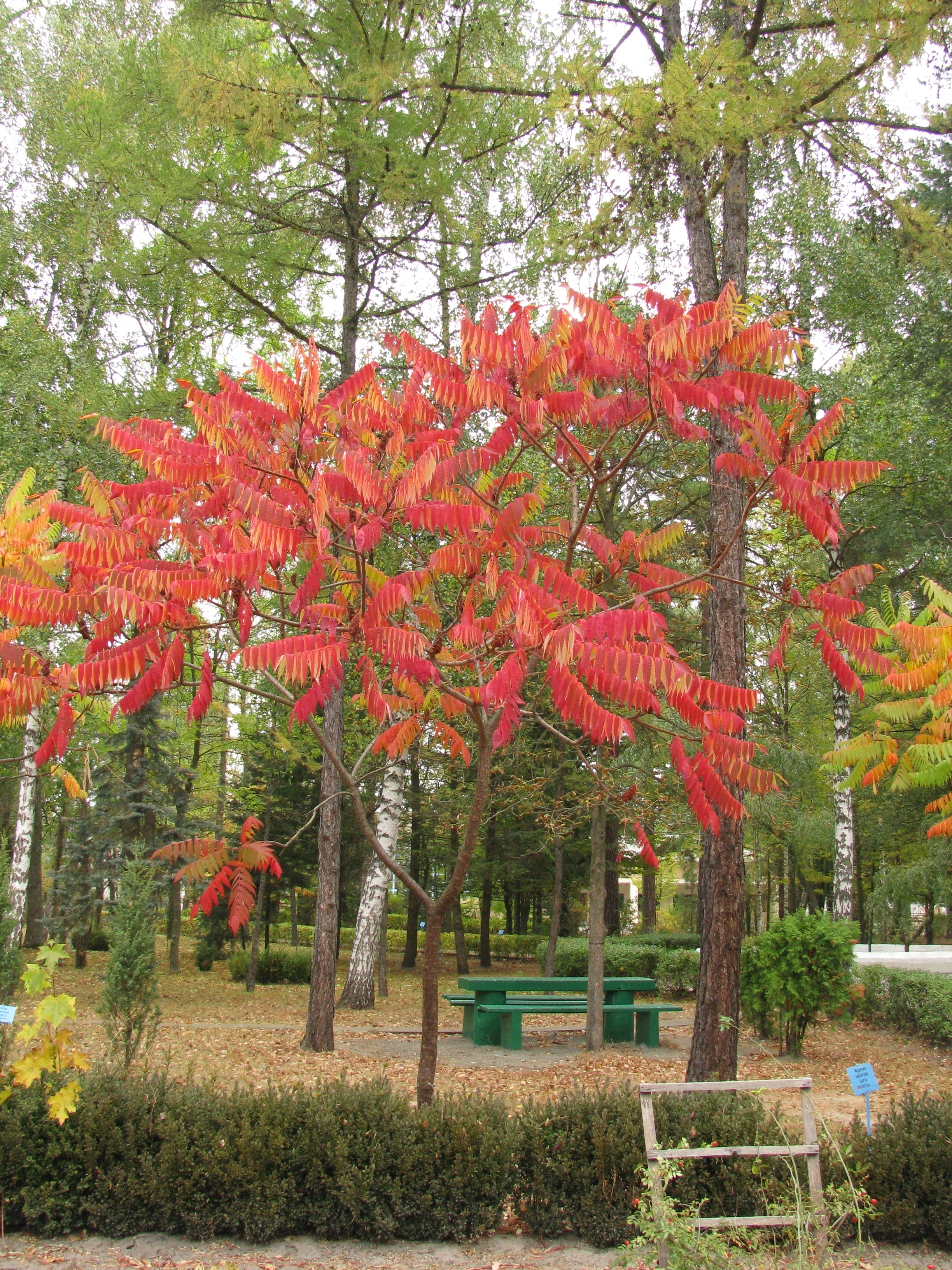
Дендропарк МДЛК

У 1950-ті роки споруджується база для проходження практики в урочищі «Омелянівська дача», неподалік села Омелянівка. Тут зведено навчально-лабораторний корпус, гуртожиток, конюшню, декілька будинків для викладачів та персоналу. Технікуму передано 4000 гектарів лісових масивів і при технікумі організовано навчально-виробничий лісгосп. 1954 року зводяться двоповерхові навчальний корпус і гуртожиток.
У 50-х роках заснований історико-краєзнавчий музей «Природи і побуту Полісся».
1952 року відкрилася спеціальність «Промислове і цивільне будівництво», 1952 року — «Устаткування лісозаготівельних підприємств і лісового господарства» (тепер «Експлуатація і ремонт обладнання лісового комплексу»). З 1962 по 1966 рік для забезпечення кадрами Малинської паперової фабрики здійснювався набір студентів за спеціальностями: «Технологія целюлозно-паперового виробництва» й «Обладнання целюлозно-паперового виробництва». Упродовж трьох років (1968–1970) проводився набір на спеціальність «Лісохімічне виробництво»
У 1990-ті роки збудовано нову їдальню, розпочато будівництво досі недобудованого нового гуртожитку.
2005 року Малинський лісотехнічний технікум реорганізований у Малинський лісотехнічний коледж.

### Директори
- Бем Володимир Максимільянович (1927—1929);
- Кучер Зіновій Станіславович (1929—1937);
- Дубровець Микола Пилипович (1939—1941, 1946—1950);
- Димнич Аксентій Пантелеймонович (1944);
- Кушпильов Микола Оверкович (1944);
- Петров Іван Петрович (1944—1946);
- Романов І. В. (1951—1954);
- Корнійчук Анатолій Федосійович (1954—1968);
- Савін Іван Петрович (1968—1973);
- Чирва І. К. (1973—1975);
- Філіпович Ростислав Миколайович (1975—1986);
- Тищенко Василь Гаврилович (1986—1991);
- Фесюк Анатолій Володимирович (1991—1997);
- Борук Валерій Іванович (1997—1999);
- Сав′юк Михайло Михайлович (1999–?);
- Дзюбенко Микола Миколайович;
- Дзюбенко Олександр Миколайович;
- Іванюк Ігор Дмитрович.

## Напрями підготовки
- «Лісове господарство»;
- «Мисливське господарство»;

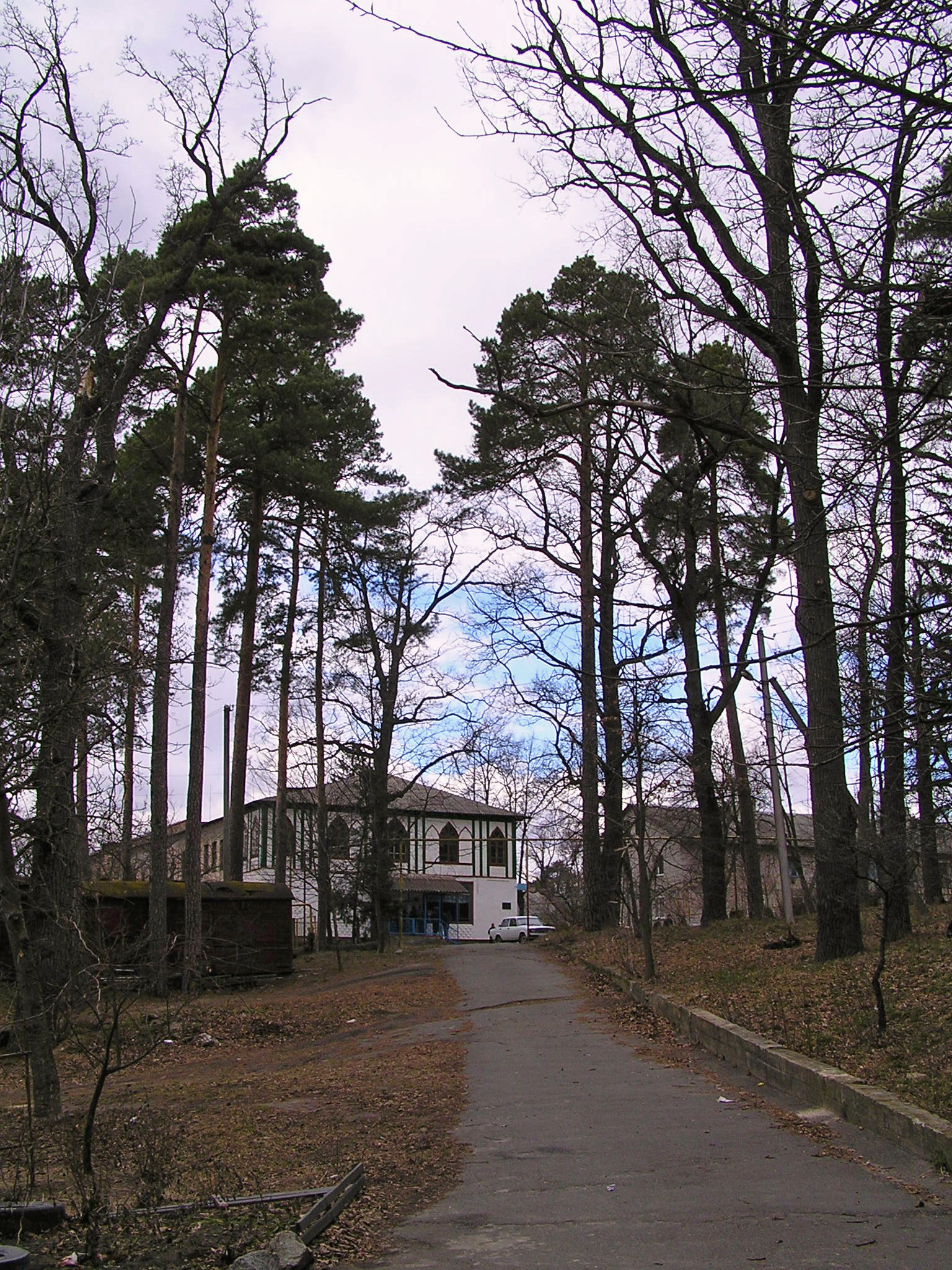
Територія Малинського лісотехнічного коледжу, що входить до складу Державного ландшафтного заповідника місцевого значення «Гамарня». Тут в кін. ХІХ-поч. ХХ ст. проживала сім'я відомого дослідника, етнолога М. М. Миклухо-Маклая.

- «Зелене будівництво і садово-паркове господарство»;
- «Лісозаготівля та первинна обробка деревини»;
- «Оброблювання деревини»;
- «Експлуатація і ремонт обладнання лісового комплексу»;
- «Землевпорядкування»;
- «Бухгалтерський облік».

## Матеріально-технічна база
3 навчальні корпуси, навчально-виробничі майстерні, лісорозсадник, теплиця, сучасний спортивний комплекс, гуртожитки на 450 місць, їдальня на 250 місць. Для забезпечення навчального процесу обладнано 67 аудиторій і лабораторій, 4 комп'ютерних класи, бібліотека та читальний зал. Створена електронна бібліотека, підключений швидкісний інтернет, як до навчальних корпусів, так і до гуртожитків.
При коледжі є дендропарк площею 10 гектарів.

## Випускники
- Стельникович Віталій Віталійович (1986—2014) — солдат Збройних сил України, учасник російсько-української війни.
- Литвиненко Юрій Сергійович (2000—2022) — старший солдат Збройних сил України, учасник російсько-української війни.